# パケットパック
パケットパックは、NTTドコモのパケット割引サービス。
1. 第3世代携帯電話（FOMA）向けのサービス。2009年3月で新規利用受付終了。
2. 共通料金プラン「カケホーダイ&パケあえる」のオプションプラン。

## FOMA向けのパケットパック
iモードの通信だけが定額になる『パケ・ホーダイ』と違い、ドコモのFOMAパケット通信全てが割引対象になる。サービスを申し込むと、『パケ・ホーダイ』やau・ソフトバンクモバイルのダブル定額式とは違い、音声の無料通話分もパケット代として利用することができる。
コースによって1,080円から9,720円まで利用料先払い式の定額料があるが、その定額料を使い切れなかった場合、音声利用分として利用することが可能。
- 使い切れなかった定額料を、翌月、翌々月に繰り越せる2か月くりこしにも対応する。
- 更に定額料で余った金額は、国際ローミングサービス『WORLD WING』、国際電話『WORLD CALL』の通話料やパケット通信料（パケット代金は下がらない）としても利用することが可能となる。

しかし、『パケ・ホーダイ』や『パケ・ホーダイ フル』と違って上限が決まっていないため、パケットをどれだけ使うかわからない人には、危険性も伴う。一方、パケットの利用料がある程度安定している人などには、逆にパケット代金や通話料を下げることが可能になることが多い。
NTTドコモは、2008年10月から、音声通話・パケット料金完全分離制のダブル定額式新パケット割引サービス『パケ・ホーダイ ダブル』を開始することになったため、これに統合する形で10と30の新規申し込み受付を同年いっぱいで取り止めた。さらに、残る60と90についても、2009年3月いっぱいで新規申し込み受け付けを終了した。現在は、それまでに利用申し込みを行ったユーザーだけが利用できる。

### 料金体系

#### 定額料
パケット定額料は「無料通信分」に相当するものであり、パケット利用料の先払い分である。
- パケットパック10： 1,080円（本体価格1,000円）
- パケットパック30： 3,240円（本体価格3,000円）
- パケットパック60： 6,480円（本体価格6,000円）
- パケットパック90： 9,720円（本体価格9,000円）

#### 通信料単価
1か月の総パケット数に応じて、それぞれのパケット通信料が適用される。（価格）は本体価格。価格はパケットパックの定額料で精算（定額料を全てパケットに使った場合）。
| ↓月利用パケット数              | パック無し          | パック10            | パック30            | パック60            | パック90             |
| ------------------------------ | ------------------- | ------------------- | ------------------- | ------------------- | -------------------- |
| 〜1万パケット                  | 0.216円 （0.2円）   | 0.108円 （0.1円）   | 0.054円 （0.05円）  | 0.0216円 （0.02円） | 0.0162円 （0.015円） |
| 1万パケット超 〜6万パケット    | 0.216円 （0.2円）   | 0.108円 （0.1円）   | 0.054円 （0.05円）  | 0.0216円 （0.02円） | 0.0162円 （0.015円） |
| 6万パケット超 〜15万パケット   | 0.216円 （0.2円）   | 0.108円 （0.1円）   | 0.054円 （0.05円）  | 0.0216円 （0.02円） | 0.0162円 （0.015円） |
| 15万パケット超 〜30万パケット  | 0.108円 （0.1円）   | 0.108円 （0.1円）   | 0.054円 （0.05円）  | 0.0216円 （0.02円） | 0.0162円 （0.015円） |
| 30万パケット超 〜60万パケット  | 0.108円 （0.1円）   | 0.108円 （0.1円）   | 0.054円 （0.05円）  | 0.0216円 （0.02円） | 0.0162円 （0.015円） |
| 60万パケット超 〜200万パケット | 0.054円 （0.05円）  | 0.054円 （0.05円）  | 0.054円 （0.05円）  | 0.0216円 （0.02円） | 0.0162円 （0.015円） |
| 200万パケット超                | 0.0216円 （0.02円） | 0.0216円 （0.02円） | 0.0216円 （0.02円） | 0.0216円 （0.02円） | 0.0162円 （0.015円） |

#### 参考
mova
10万パケットまで - 0.315円（本体0.3円）／パケット
10万パケット 超 - 0.21円（本体0.2円）／パケット
パケ・ホーダイダブルの従量部分単価
0.0864円（本体0.08円）／パケット

### 備考
- パケットパックの余った無料通信分は音声プランの無料通信分と合算して2か月先まで繰り越し利用ができる。さらに余った分は家族で分け合うことができる。
- デュアルネットワークでmovaを使用する場合のパケット料金は、パケットパックの有無に関わらず、movaのパケット料金である。ただし、パケットパック及びパックプランの無料通信料を使うことはできる。
- パケットパック60およびパケットパック90は、主にPC等を接続するユーザーを想定したプランである。

## 「カケホーダイ&パケあえる」のパケットパック
2014年6月に開始された音声通話定額制プラン「カケホーダイ&パケあえる」に合わせて導入したもの。従来のXiのプランでは3GBと7GBの2つしかなかったパケットプランを細分化したほか、家族と共通で利用できる「シェアパック」も導入した。また、フィーチャーフォン向けプランとも共通化している。オプションプランであるが、一部パケットパックの契約が必須となるプランがある。
規定の容量を越えて使用した場合は通信速度が128kbpsに落ちるが、追加料金を払うことで通常速度で通信できる容量を増やすことができる。

### 料金
| 対象             | プラン                    | 容量   | 月額定額料     | 月額定額料                | くりこし | ずっと ドコモ割 |
| 対象             | プラン                    | 容量   | 本体価格       | 消費税額                  | くりこし | ずっと ドコモ割 |
| ---------------- | ------------------------- | ------ | -------------- | ------------------------- | -------- | --------------- |
| 単独             | ベーシックパック          | 1 GB   | 2,900円        | 232円→引き上げ予定        | 不可     | プラチナ        |
| 単独             | ベーシックパック          | 3 GB   | 4,000円        | 320円→引き上げ予定        | 不可     | プラチナ        |
| 単独             | ベーシックパック          | 5 GB   | 5,000円        | 400円→引き上げ予定        | 不可     | 2nd             |
| 単独             | ベーシックパック          | 20 GB  | 7,000円        | 560円→引き上げ予定        | 不可     | 2nd             |
| 単独             | ※データSパック（小容量）  | 2 GB   | 3,500円        | 280円→引き上げ予定        | 不可     | プラチナ        |
| 単独             | ※データMパック（標準）    | 5 GB   | 5,000円        | 400円→引き上げ予定        | 可       | 2nd             |
| 単独             | ウルトラデータLパック     | 20 GB  | 6,000円        | 480円→引き上げ予定        | 可       | 2nd             |
| 単独             | ウルトラデータLLパック    | 30 GB  | 8,000円        | 640円→引き上げ予定        | 可       | 2nd             |
| シェアパック     | ベーシックシェアパック    | 5 GB   | 6,500円        | 520円→引き上げ予定        | 不可     | 2nd             |
| シェアパック     | ベーシックシェアパック    | 10 GB  | 9,000円        | 720円→引き上げ予定        | 不可     | 2nd             |
| シェアパック     | ベーシックシェアパック    | 15 GB  | 12,000円       | 960円→引き上げ予定        | 不可     | 2nd             |
| シェアパック     | ベーシックシェアパック    | 30 GB  | 15,000円       | 1,200円→引き上げ予定      | 不可     | 2nd             |
| シェアパック     | ※シェアパック5（小容量）  | 5 GB   | 6,500円        | 520円→引き上げ予定        | 可       | 2nd             |
| シェアパック     | ※シェアパック10（小容量） | 10 GB  | 9,500円        | 760円→引き上げ予定        | 可       | 2nd             |
| シェアパック     | ※シェアパック15（標準）   | 15 GB  | 12,500円       | 1,000円→引き上げ予定      | 可       | 2nd             |
| シェアパック     | ウルトラシェアパック30    | 30 GB  | 13,500円       | 1,080円→引き上げ予定      | 可       | 2nd             |
| シェアパック     | ウルトラシェアパック50    | 50 GB  | 16,000円       | 1,280円→引き上げ予定      | 可       | 2nd             |
| シェアパック     | ウルトラシェアパック100   | 100 GB | 25,000円       | 2,000円→引き上げ予定      | 可       | 2nd             |
| spモードケータイ | ケータイパック            | 2 GB   | 300円 - 4200円 | 24円 - 336円→引き上げ予定 | 不可     | プラチナ        |

- 「ベーシックパック」「ベーシックシェアパック」は、4段階式の定額制。各ステップの容量に達すると自動的に次のステップの料金に上がる。最も高いステップの容量を越えると、通信速度が128kbpsに落ちる。
- ※のついたものは2018年5月で新規受付終了。この他に「データLパック（8GB、税抜6,700円）」、「シェアパック20（20GB、税抜16,000円）」、「シェアパック30（30GB、税抜22,500円）」があったが、ウルトラパック設定時に新規受付を終了している[1]。
- シェアパックの子回線や「2台目プラス」はシェアオプション月額定額料として1回線につき500円（税込540円）がかかる。
- 「ずっとドコモ割」は、2年契約時に値引きが適用となる。ランクはdポイントクラブのステージ。2ndからのものは、ステージランクのアップによって値引き額が増える。
3年目以降は2年契約満了のタイミングで基本プランの料金を変えずに2年契約を継続しない「フリーコース」を選択することもできるが、この値引きが適用されない。
- くりこし可のものは、使い切らなかった分（1GB単位で、1GB未満は切り捨て）を翌月まで繰り越せる。
- 「ケータイパック」はspモードケータイ専用プラン。料金体系はパケ・ホーダイダブル同様の2段階定額制。
- ウルトラパック（プラン名に「ウルトラ」とつくもの）のみ、テザリング利用にはオプション料金1,000円（税込1,080円）がかかる予定。当初、2018年3月まで無料としていたが、その後有料化を無期限延期としている。

1. ↑  パケットパック（シェアパック20／30、データパック）受付終了

### その他
- 「パケあえる」という語は、元々上記のFOMA向けプランや無料通話・通信分に関するCMのキャッチコピーとして使われていたものである。